# Lista över fornlämningar i Västerviks kommun (Blackstad)
Lista över fornlämningar i Västerviks kommun (Blackstad) är en förteckning av ett urval av de fornlämningar som finns i Blackstad i Västerviks kommun.
| Namn                                       | Lämningstyp  | Tillkomsttid | Historisk indelning | Plats | Läge                 | ID-nr          | Bild                                 |
| ------------------------------------------ | ------------ | ------------ | ------------------- | ----- | -------------------- | -------------- | ------------------------------------ |
| Blackstad 3:1                              | Röse         |              | Blackstad, Småland  |       | 57.738414, 16.176964 | 10078800030001 | Ladda upp en bild av detta fornminne |
| Blackstad 42:1                             | Gravfält     |              | Blackstad, Småland  |       | 57.799268, 16.203516 | 10078800420001 | Ladda upp en bild av detta fornminne |
| Uverör (Blackstad 101:1)                   | Röse         |              | Blackstad, Småland  |       | 57.773547, 16.246967 | 10078801010001 | Ladda upp en bild av detta fornminne |
| Blackstad 102:1                            | Stensättning |              | Blackstad, Småland  |       | 57.778629, 16.258088 | 10078801020001 | Ladda upp en bild av detta fornminne |
| Blackstad 102:3                            | Stensättning |              | Blackstad, Småland  |       | 57.778866, 16.257343 | 10078801020003 | Ladda upp en bild av detta fornminne |
| Blackstad 103:2                            | Stensättning |              | Blackstad, Småland  |       | 57.775930, 16.261573 | 10078801030002 | Ladda upp en bild av detta fornminne |
| Blackstad 104:1                            | Röse         |              | Blackstad, Småland  |       | 57.775633, 16.262382 | 10078801040001 | Ladda upp en bild av detta fornminne |
| Blackstad 105:1                            | Stensättning |              | Blackstad, Småland  |       | 57.774363, 16.264809 | 10078801050001 | Ladda upp en bild av detta fornminne |
| Blackstad 106:1                            | Stensättning |              | Blackstad, Småland  |       | 57.769841, 16.276355 | 10078801060001 | Ladda upp en bild av detta fornminne |
| Blackstad 107:1                            | Stensättning |              | Blackstad, Småland  |       | 57.769355, 16.275599 | 10078801070001 | Ladda upp en bild av detta fornminne |
| Blackstad 107:2                            | Stensättning |              | Blackstad, Småland  |       | 57.769359, 16.275425 | 10078801070002 | Ladda upp en bild av detta fornminne |
| Blackstad 107:3                            | Stensättning |              | Blackstad, Småland  |       | 57.769271, 16.275425 | 10078801070003 | Ladda upp en bild av detta fornminne |
| Blackstad 108:1                            | Gravfält     |              | Blackstad, Småland  |       | 57.769139, 16.274242 | 10078801080001 | Ladda upp en bild av detta fornminne |
| Blackstad 108:2                            | Stensättning |              | Blackstad, Småland  |       | 57.768895, 16.274555 | 10078801080002 | Ladda upp en bild av detta fornminne |
| Blackstad 109:1                            | Stensättning |              | Blackstad, Småland  |       | 57.773706, 16.254864 | 10078801090001 | Ladda upp en bild av detta fornminne |
| Blackstad 109:2                            | Stensättning |              | Blackstad, Småland  |       | 57.773655, 16.254726 | 10078801090002 | Ladda upp en bild av detta fornminne |
| Blackstad 110:1                            | Gravfält     |              | Blackstad, Småland  |       | 57.774606, 16.242712 | 10078801100001 | Ladda upp en bild av detta fornminne |
| Blackstad 111:1                            | Stensättning |              | Blackstad, Småland  |       | 57.775542, 16.240277 | 10078801110001 | Ladda upp en bild av detta fornminne |
| Blackstad 112:1                            | Stensättning |              | Blackstad, Småland  |       | 57.782898, 16.219717 | 10078801120001 | Ladda upp en bild av detta fornminne |
| Blackstad 113:1                            | Gravfält     |              | Blackstad, Småland  |       | 57.798395, 16.205582 | 10078801130001 | Ladda upp en bild av detta fornminne |
| Blackstad 114:1                            | Gravfält     |              | Blackstad, Småland  |       | 57.797601, 16.206197 | 10078801140001 | Ladda upp en bild av detta fornminne |
| Blackstad 115:1                            | Gravfält     |              | Blackstad, Småland  |       | 57.797003, 16.206718 | 10078801150001 | Ladda upp en bild av detta fornminne |
| Lundsbacke el Lundskulle (Blackstad 116:1) | Gravfält     |              | Blackstad, Småland  |       | 57.794650, 16.194853 | 10078801160001 | Ladda upp en bild av detta fornminne |
| Blackstad 119:1                            | Stensättning |              | Blackstad, Småland  |       | 57.805941, 16.192424 | 10078801190001 | Ladda upp en bild av detta fornminne |
| Blackstad 120:1                            | Hög          |              | Blackstad, Småland  |       | 57.810384, 16.187817 | 10078801200001 | Ladda upp en bild av detta fornminne |
| Blackstad 121:1                            | Gravfält     |              | Blackstad, Småland  |       | 57.809691, 16.187589 | 10078801210001 | Ladda upp en bild av detta fornminne |
| Blackstad 122:1                            | Gravfält     |              | Blackstad, Småland  |       | 57.808144, 16.188220 | 10078801220001 | Ladda upp en bild av detta fornminne |
| Blackstad 123:1                            | Fornborg     |              | Blackstad, Småland  |       | 57.818435, 16.179860 | 10078801230001 | Ladda upp en bild av detta fornminne |
| Blackstad 124:1                            | Kyrka/kapell |              | Blackstad, Småland  |       | 57.791403, 16.194940 | 10078801240001 | Ladda upp en bild av detta fornminne |
| Blackstad 125:1                            | Hög          |              | Blackstad, Småland  |       | 57.793632, 16.194957 | 10078801250001 | Ladda upp en bild av detta fornminne |
| Blackstad 126:1                            | Gravfält     |              | Blackstad, Småland  |       | 57.817373, 16.147420 | 10078801260001 | Ladda upp en bild av detta fornminne |
| Blackstad 128:1                            | Stensättning |              | Blackstad, Småland  |       | 57.852580, 16.124909 | 10078801280001 | Ladda upp en bild av detta fornminne |
| Blackstad 128:2                            | Röse         |              | Blackstad, Småland  |       | 57.852419, 16.125008 | 10078801280002 | Ladda upp en bild av detta fornminne |
| Blackstad 128:3                            | Röse         |              | Blackstad, Småland  |       | 57.852142, 16.124687 | 10078801280003 | Ladda upp en bild av detta fornminne |
| Blackstad 130:1                            | Röse         |              | Blackstad, Småland  |       | 57.848305, 16.130014 | 10078801300001 | Ladda upp en bild av detta fornminne |
| Blackstad 131:1                            | Röse         |              | Blackstad, Småland  |       | 57.846500, 16.138138 | 10078801310001 | Ladda upp en bild av detta fornminne |
| Blackstad 132:1                            | Röse         |              | Blackstad, Småland  |       | 57.845762, 16.125320 | 10078801320001 | Ladda upp en bild av detta fornminne |
| Blackstad 192:1                            | Röse         |              | Blackstad, Småland  |       | 57.763800, 16.240365 | 10078801920001 | Ladda upp en bild av detta fornminne |
| Blackstad 193:1                            | Röse         |              | Blackstad, Småland  |       | 57.763325, 16.241306 | 10078801930001 | Ladda upp en bild av detta fornminne |
| Blackstad 197:1                            | Gravfält     |              | Blackstad, Småland  |       | 57.766464, 16.236682 | 10078801970001 | Ladda upp en bild av detta fornminne |
| Blackstad 198:1                            | Stensättning |              | Blackstad, Småland  |       | 57.766071, 16.238844 | 10078801980001 | Ladda upp en bild av detta fornminne |
| Blackstad 214:1                            | Stensättning |              | Blackstad, Småland  |       | 57.768272, 16.273348 | 10078802140001 | Ladda upp en bild av detta fornminne |
| Blackstad 215:1                            | Stensättning |              | Blackstad, Småland  |       | 57.790409, 16.198236 | 10078802150001 | Ladda upp en bild av detta fornminne |
| Blackstad 216:1                            | Stensättning |              | Blackstad, Småland  |       | 57.761811, 16.274145 | 10078802160001 | Ladda upp en bild av detta fornminne |